# آدم مايرز
آدم مايرز هو سياسي كندي، ولد في 18 يوليو 1812، وتوفي في 31 يوليو 1875.